# 衣川 (岩手県)
衣川（ころもがわ）は、岩手県奥州市および西磐井郡平泉町を流れる北上川水系北上川支流の一級河川である。衣川は平安時代末期まで、蝦夷の勢力と倭人の勢力とを分ける境界線の川であった。

## 地理

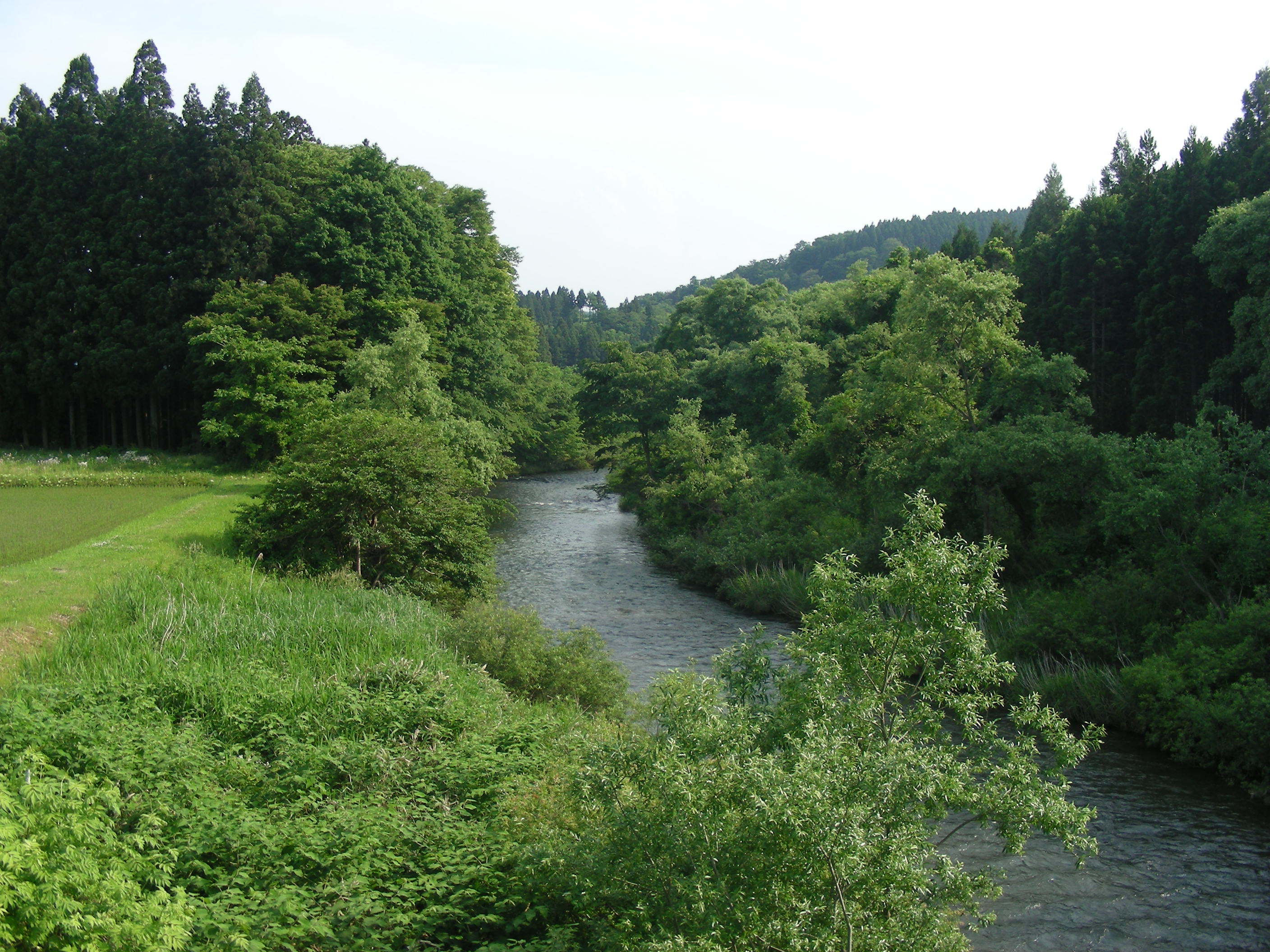
衣川

岩手県奥州市の奥羽山脈高檜能山に源を発し北東に流れる。上流部は北股川ともいう。ふもとにて南東に向きを変え、南股川をあわせ、西磐井郡平泉町平泉で北上川に合流する。流路のほとんどが奥州市に属する。

## 支流、滝、河川施設
- 衣の滝
- 増沢ダム（岩手県奥州市衣川大平）
- 南股川

## 流域の観光地
- 中尊寺（岩手県西磐井郡平泉町平泉）
- 接待館遺跡（岩手県奥州市衣川七日市場）
- 長者ヶ原廃寺跡（岩手県奥州市衣川田中西）

## 災害
- 1947年（昭和22年）9月15日 - カスリーン台風により衣川の堤防が決壊して氾濫の被害。平泉駅付近が冠水して東北本線が不通となった[1]。